# لیماروین بونواسیا
لیماروین بونواسیا (انگلیسی: Liemarvin Bonevacia؛ زادهٔ ۵ آوریل ۱۹۸۹) ورزشکار هلندی دو و میدانی دو سرعت است که در ویلمستاد کوراسائو متولد شده‌است.

## زندگی حرفه‌ای
وی یکی از چهار برنده رقابتهای دو و میدانی المپیک تابستانی ۲۰۱۲ است که به عنوان «ورزشکاران مستقل درالمپیک» شرکت کرد.  بونواسیا در رقابت‌های دو ۴۰۰ متر شرکت کرد که به دلیل جراحت از ناحیه همسترنیگ راست خود در مرحله نیمه نهایی، حذف شد.
او هم‌اکنون نماینده هلند است. بونواسیا باکسب ۴۴٫۷۲ امتیاز در مسابقات جهانی ۴۰۰ متر، رکورددار فعلی هلند است. وی در المپیک ۲۰۱۶، در دو ۴۰۰ متر و ۴ در ۱۰۰ متر برای هلند به رقابت پرداخت؛ و توانست در دو ۴۰۰ متر به نیمه نهایی برسد. بونواسیا در مسابقات قهرمانی دو و میدانی اروپا ۲۰۱۶ و مسابقات داخلی سالن اروپا ۲۰۱۷ صاحب مدال برنز شد.